# Janez Lantheri
Janez Lantheri, prvi ljubljanski župan, * konec 15. stoletja. 
Lantheri je postal župan leta 1504, ko je Ljubljana dobila pravico do volitve župana. Lantherijeva rodbina je izhajala iz Bergama in je v Ljubljani živela od leta 1500.